# Мирзабай-ахуна сільський округ
Мирзаба́й-аху́на сільський округ (каз. Мырзабай ахун ауылдық округі, рос. Мырзабай-ахуна сельский округ) — адміністративна одиниця у складі Жалагаського району Кизилординської області Казахстану. Адміністративний центр та єдиний населений пункт — село Мирзабай-ахуна.
Населення — 1283 особи (2021; 1344 у 2009, 1412 у 1999).
Станом на 1989 рік село 20 літ Казахстану (Мирзабай-ахуна) було частиною села Маденієт Маденієтської сільради.